# Leptotecats
Els leptotecats (Leptothecata) són un ordre d'hidrozous de la subclasse Hydroidolina. Els seus parents vius més propers són els antoatecats, que sempre han estat considerats estretament relacionats, i els sifonòfors que fins fa poc no es consideraven parents.

## Taxonomia
Tenint en compte que no hi ha regles fermes per a la sinonímia dels tàxons d'alta categoria, noms alternatius com Leptomedusa, Thecaphora o Thecata, amb la terminació "-ae" o no, també s'utilitzen sovint per a Leptothecata, però són considerats sinònims per WoRMS.
Els leptotecats és un grup ampli que inclou 2.097 espècies repartides en 33 famílies:
- Gènere Tetracannoides Xu, Huang & Guo, 2007 (1 espècie)
- Família Aequoreidae Eschscholtz, 1829 (36 espècies)
- Família Barcinidae Gili et al., 1999 (1 espècie)
- Família Blackfordiidae Bouillon, 1984 (2 espècies)
- Família Bonneviellidae Broch, 1909 (10 espècies)
- Família Campanulariidae Johnston, 1836 (143 espècies)
- Família Campanulinidae Hincks, 1868 (37 espècies)
- Família Cirrholoveniidae Bouillon, 1984 (4 espècies)
- Família Clathrozoidae Stechow, 1921 (2 espècies)
- Família Dipleurosomatidae Boeck, 1868 (7 espècies)
- Família Eirenidae Haeckel, 1879 (75 espècies)
- Família Haleciidae Hincks, 1868 (138 espècies)
- Família Hebellidae Fraser, 1912 (49 espècies)
- Família Lafoeidae Hincks, 1868 (76 espècies)
- Família Laodiceidae Agassiz, 1862 (27 espècies)
- Família Lineolariidae Allman, 1864 (4 espècies)
- Família Lovenellidae Russell, 1953 (41 espècies)
- Família Malagazziidae Bouillon, 1984 (21 espècies)
- Família Melicertidae Agassiz, 1862 (6 espècies)
- Família Mitrocomidae Haeckel, 1879 (21 espècies)
- Família Octocannoididae Bouillon et al., 1991 (2 espècies)
- Família Orchistomatidae Bouillon, 1984 (6 espècies)
- Família Palaequoreidae Adler & Roeper, 2012 †
- Família Phialellidae Russell, 1953 (10 espècies)
- Família Phialuciidae Kramp, 1955 (1 espècie)
- Família Staurothecidae Maronna et al., 2016 (25 espècies)
- Família Sugiuridae Bouillon, 1984 (3 espècies)
- Família Symplectoscyphidae Maronna et al., 2016 (117 espècies)
- Família Syntheciidae Marktanner-Turneretscher, 1890 (37 espècies)
- Família Teclaiidae Bouillon et al., 2000 (3 espècies)
- Família Tiarannidae Russell, 1940 (14 espècies)
- Família Tiaropsidae Boero et al., 1987 (10 espècies)
- Família Zygophylacidae Quelch, 1885 (56 espècies)